# Dichogama innocua
Dichogama innocua là một loài bướm đêm trong họ Crambidae.